# Campethera bennettii
El pito de Bennett (Campethera bennettii) es una especie de ave piciforme, perteneciente a la familia Picidae que habita en el sur de África.

## Subespecies
Se reconocen tres subespecies
- Campethera bennettii bennettii (A. Smith, 1836)
- Campethera bennettii capricorni (Strickland, 1853)
- Campethera bennettii scriptoricauda (Reichenow, 1896)

## Localización
Esta especie se encuentra en el sur de África, localizándose en Ruanda, Mozambique, Zaire, Angola, Uganda, Tanzania, Malaui, norte de Sudáfrica y Namibia.